# Liste der Monuments historiques in Le Broc (Alpes-Maritimes)
Die Liste der Monuments historiques in Le Broc (Alpes-Maritimes) führt die Monuments historiques in der französischen Gemeinde Le Broc auf.

## Liste der Objekte
| Bezeichnung                                        | Beschreibung                                                                                    | Standort | Kennzeichnung | Schutzstatus | Datum | Bild |
| -------------------------------------------------- | ----------------------------------------------------------------------------------------------- | -------- | ------------- | ------------ | ----- | ---- |
| Gemälde Saint Antoine, saint Paul ermite           | Ölgemälde, Giovanni Canavesio zugeschrieben, 15. Jahrhundert; in der Kirche Ste-Marie-Madeleine | (Lage)   | PM06000145    | Classé       | 1908  |      |
| Gemälde Scènes de la Vie de la Vierge et du Christ | Ölgemälde, 15./16. Jahrhundert; in der Kirche Ste-Marie-Madeleine                               | (Lage)   | PM06000149    | Classé       | 1910  |      |
| Gallo-römische Grabplatte mit Inschrift            | Stein; in der Kirche Ste-Marie-Madeleine                                                        | (Lage)   | PM06000148    | Classé       | 1910  |      |
| Gedenktafel                                        | Stein, 1490; in der Kirche Ste-Marie-Madeleine                                                  | (Lage)   | PM06000146    | Classé       | 1908  |      |
| Prozessionskreuz                                   | Gold und Silber, 15. Jahrhundert; in der Kirche Ste-Marie-Madeleine                             | (Lage)   | PM06000147    | Classé       | 1908  |      |